# Aquaman and the Lost Kingdom
Aquaman and the Lost Kingdom (bra: Aquaman 2: O Reino Perdido; prt: Aquaman e o Reino Perdido) é um filme de super-herói americano baseado no personagem Aquaman da DC Comics. Produzido pela The Safran Company e Atomic Monster Productions, e distribuído pela Warner Bros. Pictures, sendo a sequência de Aquaman (2018) e o décimo quinto filme do Universo Estendido DC (DCEU). O filme foi dirigido por James Wan a partir de um roteiro escrito por David Leslie Johnson-McGoldrick, e história escrita por ele junto com Jason Momoa que estrela o filme como Arthur Curry / Aquaman ao lado de Amber Heard, Willem Dafoe, Patrick Wilson, Dolph Lundgren, Yahya Abdul-Mateen II, Randall Park, Temuera Morrison e Nicole Kidman.
Momoa escreveu uma história para uma sequência de Aquaman (2018) durante a produção do primeiro filme. Wan não queria apressar uma sequência, mas concordou em Janeiro de 2019 em supervisionar o desenvolvimento. Johnson-McGoldrick assinou para escrever o roteiro um mês depois, e Wan foi confirmado para dirigir em Agosto de 2020. Ele disse que o filme expandiria a construção do mundo de Aquaman e anunciou o título da sequência em Junho de 2021. As filmagens começaram no final do mês e concluído em Janeiro de 2022, ocorrendo no Reino Unido, Havaí e Los Angeles.
Aquaman and the Lost Kingdom foi lançado em 20 de Dezembro de 2023, sendo um fracasso de público e crítica.

## Elenco
- Jason Momoa como Arthur Curry / Aquaman: O rei meio-atlante / meio-humano da Atlântida que pode nadar em velocidades supersônicas e se comunicar com a vida aquática.[8]
- Amber Heard como Mera: A princesa de Xebel e filha do Rei Nereus que pode controlar a água com hidrocinese e se comunicar com outros atlantes telepaticamente.[9]
- Willem Dafoe como Nuidis Vulko: O vizir da Atlântida e mentor de Arthur.[10][11]
- Patrick Wilson como Orm Marius / Mestre dos Oceanos: O meio-irmão atlante de Arthur e ex-rei da Atlântida.[12]
- Dolph Lundgren como Rei Nereus: O rei de Xebel e pai de Mera.[13]
- Yahya Abdul-Mateen II como David Kane / Arraia Negra: Um pirata implacável e mercenário de alto mar que usa um traje com tecnologia de Atlântida, que procura matar Aquaman como vingança pela morte de seu pai.[14][15]
- Temuera Morrison como Thomas Curry: O pai de Arthur, um faroleiro.[16]
- Nicole Kidman como Atlanna: A mãe de Arthur e a ex-rainha da Atlântida.[17]
- Randall Park como Dr. Stephen Shin: Um biólogo marinho obcecado em encontrar a Atlântida

Também aparecem Vincent Regan como Atlan, o primeiro rei da Atlântida; Jani Zhao como Arraia, Indya Moore como Karshon, e Pilou Asbæk em um papel não revelado, Além disso, Ben Affleck aparecerá como Bruce Wayne / Batman.

## Produção

### Desenvolvimento
Durante a produção de Aquaman (2018), a estrela Jason Momoa desenvolveu uma história para uma sequência que ele deu ao presidente do Warner Bros. Pictures, Toby Emmerich, e ao produtor Peter Safran. Em Outubro de 2018, antes do lançamento do filme, Momoa disse que estaria mais envolvido no desenvolvimento de uma possível sequência e esperava que as filmagens começassem em 2019. O diretor James Wan disse que havia várias histórias que poderiam sair de Aquaman, com esse filme apresentando sete reinos subaquáticos que ainda não foram totalmente explorados. Emmerich tinha confiança suficiente nas projeções de bilheteria para o filme no início de Dezembro para começar a discutir uma sequência. No final de Janeiro, quando Aquaman se tornou o filme de maior bilheteria baseado em um único personagem da DC Comics, a Warner Bros. estava em negociações com Wan para supervisionar o desenvolvimento e a escrita de uma sequência com potencial para retornar como diretor. Geoff Boucher, do Deadline, observou que Wan foi muito protetor com as sequências de seus filmes anteriores Insidious (2010) e The Conjuring (2013), e foi "profundamente investido" na construção do mundo de Aquaman. Wan já havia comparado o mundo de Aquaman com outros mundos fictícios, como a Terra-média, a galáxia de Star Wars e o Mundo Mágico.
No início de Fevereiro de 2019, a Warner Bros. contratou Noah Gardner e Aidan Fitzgerald para escrever o roteiro de um filme spin-off de Aquaman intitulado The Trench, baseado em um dos reinos apresentados no primeiro filme. Esperava-se que tivesse um orçamento menor e não apresentasse o elenco principal de Aquaman, com produção de Wan e Safran. Borys Kit do The Hollywood Reporter relatou então que ainda não havia discussões sérias sobre uma sequência direta de Aquaman entre o estúdio, Wan e Momoa, devido a eles quererem ter um "respiro" primeiro, mas vários dias depois ele relatou que o desenvolvimento ativo de uma sequência estava em andamento com o co-escritor do primeiro filme e colaborador frequente de Wan, David Leslie Johnson-McGoldrick, escrevendo o roteiro. Wan e Safran estavam produzindo a sequência, embora ainda não estivesse claro se Wan iria dirigi-la. No final de Fevereiro, a Warner Bros. programou Aquaman 2 para lançamento em 16 de Dezembro de 2022. No mês seguinte, Safran explicou que ele e Wan não queriam apressar uma sequência, e a Warner Bros. havia apoiado isso e é por isso que o lançamento do filme foi programado para quatro anos após o primeiro filme. Ele acrescentou que eles estavam abordando a franquia Aquaman de maneira semelhante ao Universo Invocação do Mal, com spin-offs como The Trench explorando histórias sobre os reinos subaquáticos ao lado dos filmes de "nave-mãe" estrelados por Aquaman. Safran disse que Wan conhecia "a arquitetura, o arsenal, os militares, a aparência, a sensação, a vibração geral" de cada um dos sete reinos e queria explorá-los em projetos futuros.
Em Julho de 2019, Wan foi escalado para dirigir o filme Maligno (2021) antes de começar a trabalhar em Aquaman 2. Patrick Wilson disse em Novembro que havia discutido os planos para a sequência com Wan e indicou que estaria reprisando seu papel como Orm Marius / Mestre dos Oceanos do primeiro filme. Um mês depois, Yahya Abdul-Mateen II confirmou que ele estava retornando como David Kane / Arraia Negra, e estava procurando desenvolver o personagem. Johnson-McGoldrick afirmou em Março de 2020 que a sequência não seria baseada em uma história em quadrinhos específica, mas estava se inspirando nas histórias de Aquaman da Era de Prata dos Quadrinhos que apresentavam Arraia Negra como o vilão. Wan foi confirmado para dirigir a sequência no evento virtual DC FanDome em Agosto, quando disse que seria mais sério do que o primeiro filme e apresentaria temas mais relevantes para o mundo real. Ele acrescentou que incluiria mais construção de mundos e exploração dos reinos subaquáticos, e apresentaria alguns elementos de terror semelhantes à sequência de Trench no primeiro filme. Ser capaz de expandir a construção do mundo do primeiro filme foi uma das principais razões pelas quais Wan escolheu dirigir a sequência, junto com o roteiro de Johnson-McGoldrick, que Wan sentiu que tinha uma "história muito legal para trazer todos esses personagens de volta e, em seguida, crescer eles em grande estilo".
Amber Heard desmascarou rumores em novembro de que ela não iria reprisar seu papel como Mera do primeiro filme após alegações de abuso doméstico feitas contra ela por seu ex-marido Johnny Depp. Naquele mês, uma petição para ter Heard demitido da franquia recebeu mais de 1,5 milhão de assinaturas, e veio depois que a Warner Bros. demitiu Depp do papel de Gellert Grindelwald do filme Fantastic Beasts: The Secrets of Dumbledore (2022) quando as alegações de abuso feitas pelo The Sun foram consideradas "substancialmente verdadeiras" em um processo de difamação movido por Depp contra o The Sun. Safran disse que nunca considerou fazer o filme sem Heard e não reagiria à "pressão pura dos fãs" da petição e outras conversas nas redes sociais. No entanto, Heard afirmou mais tarde (durante um julgamento por difamação movido contra ela por Depp) que "eles não queriam incluí-la" no filme e ela teve que lutar para manter sua parte, alegando que foram feitas revisões no roteiro que reduziram seu papel para uma "versão muito reduzida", incluindo a remoção de sequências de ação para seu personagem, e ela não conseguiu renegociar seu contrato (o contrato original de Heard estipulava que ela ganhasse US$ 2 milhões pela sequência, o dobro do que ela fez para o primeiro filme). A essa altura, em Maio de 2022, a petição para remover Heard do filme havia recebido mais de 4 milhões de assinaturas. O chefe da DC Films, Walter Hamada, disse que considerava a reformulação de Mera, mas isso se deveu a preocupações com a química de Heard com Momoa, em vez das alegações de abuso. Ele acrescentou que era política do estúdio não renegociar contratos para todos os atores e disse que o tamanho do papel de Heard não mudou durante o desenvolvimento da sequência. Ele explicou que o filme sempre teve a intenção de ser uma "comédia de amigos" que se concentrava na relação entre Aquaman e Orm.

### Pré-produção
Dolph Lundgren disse em Fevereiro de 2021 que estava reprisando seu papel como Rei Nereus na sequência, com as filmagens previstas para começar no final daquele ano em Londres. Um mês depois, a data de início planejada para as filmagens foi revelada em Junho, embora houvesse potencial para isso ser impactado pela pandemia de COVID-19. Em abril, a Warner Bros. e a DC anunciaram que o desenvolvimento de The Trench não estava mais avançando, com os estúdios não tendo espaço para o spin-off em sua lista de filmes e acreditando que Aquaman 2 seria uma expansão suficiente da franquia para por enquanto. Mais tarde naquele mês, Pilou Asbæk entrou em negociações para se juntar ao elenco do filme. Momoa disse em Maio que começaria a filmar em Julho, e Wan anunciou um mês depois que a sequência se chamaria Aquaman and the Lost Kingdom, com Temuera Morrison confirmando seu retorno como o pai de Aquaman, Thomas Curry. Willem Dafoe também foi definido para reprisar seu papel como Nuidis Vulko do primeiro filme.

### Filmagens
As filmagens principais começaram em Londres em 28 de Junho de 2021, sob o título de trabalho Necrus. Don Burgess voltou como diretor de fotografia do primeiro filme. Em Agosto, Wan disse que a sequência foi fortemente influenciada pelo filme Terrore nello spazio (1965). As filmagens ocorreram na praia de Saunton Sands, Devon, no início de Setembro. Mais tarde naquele mês, o elenco de Asbæk foi confirmado, foi revelado que Randall Park retornaria como Dr. Stephen Shin, Vincent Regan foi escalado como o antigo Rei Atlan, substituindo Graham McTavish, que interpretou brevemente o personagem no primeiro filme, Jani Zhao foi escolhida para interpretar Arraira, uma personagem original do filme, em seu primeiro papel em inglês, e Indya Moore foi revelada para interpretar Karshon na sequência. Depois de rodar 95 por cento do filme no Reino Unido, a produção mudou-se para o Havaí até 9 de dezembro. Nicole Kidman foi confirmada para reprisar seu papel como a mãe de Aquaman, Atlanna, logo depois disso. As filmagens mudaram para Los Angeles e foram oficialmente encerradas em 12 de janeiro de 2022, em Malibu.

### Pós-produção
Rupert Gregson-Williams revelou em Agosto de 2021 que estava voltando para compor a trilha sonora da sequência depois de fazê-lo no primeiro filme, Em Março de 2022, a Warner Bros. ajustou seu cronograma de lançamento devido aos impactos da COVID-19 na carga de trabalho dos fornecedores de efeitos visuais. Aquaman and the Lost Kingdom foram transferidos para 17 de Março de 2023, e The Flash também foi transferido de 2022 para 2023, para dar tempo para que seus efeitos visuais fossem concluídos, enquanto Shazam! Fury of the Gods foi movido para a data de lançamento anterior deste filme porque estaria pronto para lançamento mais cedo.

## Marketing
Wan e Wilson promoveram o filme em um painel no evento virtual da DC FanDome em Agosto de 2020. Um ano depois, na DC FanDome 2021, a arte conceitual e os bastidores das filmagens foram revelados. Em Fevereiro de 2022, as primeiras imagens do filme foi lançada como parte de um teaser da Warner Bros. A lista de filmes da DC em 2022, que também incluiu The Batman (2022), Black Adam (2022) e The Flash (antes de Aquaman and the Lost Kingdom e The Flash serem adiados para 2023 no mês seguinte). Wan promoveu o filme no Painel da Warner Bros. durante a CinemaCon em Abril de 2022, mostrando uma mensagem gravada por Momoa, e algumas imagens do filme.

## Lançamento
Aquaman and the Lost Kingdom foi lançado nos Estados Unidos em 20 de Dezembro de 2023. Ele foi originalmente programado para ser lançado em 16 de Dezembro de 2022, mas foi transferido de lá para a data de março de 2023, quando a Warner Bros. ajustou seu cronograma de lançamento devido aos impactos da COVID-19 na carga de trabalho dos fornecedores de efeitos visuais. Espera-se que o filme esteja disponível para transmissão na HBO Max 45 dias após seu lançamento. Foi então transferido para 25 de dezembro de 2023, quando a Warner Bros. Discovery estava tentando distribuir os custos de marketing e distribuição, antes de passar para 20 de dezembro.
No Brasil, o filme também foi lançado em 20 de dezembro de 2023 e em Portugal, em 21 de dezembro do mesmo ano.

## Recepção
Ele teve um fim de semana de estreia tradicional de US$ 27,7 milhões, o quarto menor do DCEU e o segundo pior dos filmes não afetados pela pandemia de COVID-19.
O filme foi considerado um fracasso de crítica. No site agregador de críticas Rotten Tomatoes, 34% das 202 resenhas dos críticos são positivas, com uma classificação média de 4,9/10. O consenso do site diz: "Jason Momoa continua sendo um protagonista capaz e comprometido, mas mesmo os obstinados da DC podem sentir que Aquaman and the Lost Kingdom segue águas familiares." O Metacritic, que usa uma média ponderada, atribuiu ao filme uma pontuação de 42 em 100, baseado em 43 críticos, indicando críticas "mistas ou médias". O público pesquisado pelo CinemaScore deu ao filme uma nota média de "B" (em uma escala de A+ a F), empatada com Batman v Superman: Dawn of Justice e The Flash para o mais baixo do DCEU, enquanto PostTrak relatou que 69% dos espectadores deram uma pontuação positiva, com 50% dizendo que definitivamente recomendariam o filme.